# Вересюк Іван
Вересюк Іван (псевдо: «Іванчук»; 1916, с. Богданівка, Підволочиська селищна громада, Тернопільська область — 20 квітня 1946, в лісі біля с. Туринка, Жовківський район, Львівська область) — лицар Бронзового хреста бойової заслуги УПА.

## Життєпис
Освіта — вища: навчався на лісовому відділі Львівської політехніки (?-1939, 1942—1943). Відбув строкову службу у Польській армії. Член ОУН із 1930-х рр. У роки першої більшовицької окупації затриманий співробітниками НКВС, однак зумів втекти під час конвоювання. Перебравшись на територію Польщі, окуповану німцями, продовжив працю в ОУН. Закінчив військову, а відтак ще й розвідувально-диверсійну школу у м. Бранденбург (весна 1941). На початку німецько-радянської війни у складі диверсійної групи скинутий німцями на території України, однак завдання не виконував, а діяв виключно за дорученням ОУН.
В роки німецької окупації закінчив навчання, працював асистентом на кафедрі, очолював студентський хор «Бандурист» (1942). Згодом працював солістом-баритоном Львівського оперного театру та спільно з компаньйонами утримував шинок. Поряд з легальним життям активно займався організаційною роботою. Член штабу та ймовірно керівник відділу розвідки УНС Львівського обласного проводу ОУН (літо 1943—1944). Навесні-влітку 1944 р. на дорученням ОУН зголосився на німецький диверсійний вишкіл і на поч. листопада 1944 р. у складі розвідувально-диверсійної групи десантований на Сокальщині, де зв'язався зі збройним підпіллям ОУН та перебував під слідством СБ обвинувачений у співпраці з німцями. У 1945 р. у підпіллі одружився зі співробітницею осередку пропаганди Сокальського окружного проводу ОУН Ольгою Соколовською — «Верховиною».
Старшина для доручень і одночасно інструктор саперної справи ВШВО 2 «Буг» (05.1945-01.1946), начальник V (вишкільного) відділу ВШ ВО-2 «Буг» (24.01.-20.04.1946). 
Загинув при спробі прорватися з блокованої криївки.

## Звання
- Булавний (?),
- хорунжий (26.01.1944),
- поручник (31.08.1945),
- сотник (22.01.1946) УПА.

## Нагороди і відзнаки
- Бронзовим хрестом бойової заслуги (20.06.1946),
- Вирізнення у Наказі КВШ УПА-Захід (1.01.1946).